# 田母沢御用邸付属邸
田母沢御用邸付属邸（たもさわごようていふぞくてい）は、かつて栃木県日光市にあった御用邸の付属邸である。建物は解体され、現在は宿泊施設が建つ。

## 概要
田母沢御用邸から田母沢川を挟んだ一角に1916年（大正5年）に新築された大正天皇第四皇子澄宮の御殿である。ほかの親王や内親王も使えるように御用邸付属邸としても使用された。皇室独特の雁行造りで、桂離宮にも似ていた。
戦後は国民宿舎としての使用を目的とし栃木県に借用され、主に修学旅行生の宿泊に用いられていた。1948年（昭和23年）6月、後述の日光国立公園観光会社に引き継がれる。1954年（昭和29年）4月、御用邸本邸が「日光田母沢本館」と称されたので「田母沢別館」に改称
付属邸時代の建物は老朽化により1978年（昭和53年）に取り壊され、翌1979年（昭和54年）に鉄筋コンクリート3階建てが新築された。その後は田母沢会館（1987年に日光田母沢ホテルと改称）として使用されていたが、2006年（平成18年）に閉業し、2008年（平成20年）に建物は取り壊された。

## 日光国立公園観光株式会社
県策会社として、資本金1,000万円のうち栃木県が40%出資し、皇室財産から物納されて国有財産となった日光の3御用邸（田母沢御用邸、田母沢御用邸付属邸、日光御用邸）を栃木県を通して借受、旅館・ホテルを運営する会社として1948年（昭和23年）6月に設立された。1948年に栃木県観光協会から御用邸本邸を田母沢本館、付属邸を田母沢別館として宿泊業の運営を引き継いだほか、山内の個人所有の別荘（現・明治の館）を借り受け外国人専用宿泊施設として営業開始、1949年には千手が浜と光徳の野営場および湯元のスキーロッヂの営業開始、1950年（昭和25年）には日光駐車場（現・日光市営西参道駐車場）を県から借受し営業、1955年（昭和30年）に御用邸本邸の一角に動植物や昆虫の標本などを展示していた日光国立公園博物館の経営受託。1963年（昭和38年）に東武鉄道傘下となった。御用邸本邸は、1996年に国に返還した。

## 現在
東武鉄道が土地を所有し、ヒューリックとカトープレジャーグループにより高級旅館「ふふ日光」として2020年10月2日開業した。